# Alstom Metropolis Saint-Laurent
El Alstom Metropolis Saint-Laurent es un tipo de metro ligero construido por Alstom para el Réseau express métropolitain. Como parte de la familia Alstom Metrópolis, se construyeron 106 trenes de dos vagones en Sri City, India. Los trenes funcionarán como un solo tren de dos vagones en los momentos más tranquilos y como trenes de cuatro vagones durante las horas pico. Los trenes están completamente automatizados (GoA4) sin conductor ni asistente a bordo del tren.

## Historia
En abril de 2018, CDPQ Infra adjudicó un contrato de $2800 millones a Alstom y SNC-Lavalin para entregar un metro ligero sin conductor que incluye material rodante y señalización automática, así como la operación y el mantenimiento de la línea. Este contrato incluía 212 coches Alstom Metropolis, formando 106 trenes de dos coches. Más tarde ese año, se llevó a cabo una consulta sobre el diseño exterior de los trenes, y se eligió el diseño de Saint-Laurent, con luces delanteras inspiradas en el puente Champlain. El diseño final se dio a conocer en abril de 2019.
Construidos en la planta Sri City de Alstom en India, los trenes se entregaron a Montreal por barco y llegaron en octubre de 2020. Se dieron a conocer por primera vez en noviembre de 2020. Para noviembre de 2021, se habían entregado 37 de los 106 trenes y los trenes se estaban sometiendo a pruebas.

## Características
Cada tren de dos vagones tiene capacidad para 64 personas, con una capacidad permanente de alrededor de 300. Un tren de cuatro vagones puede transportar un máximo de 780 personas en hora pico. La librea es blanca, gris y verde brillante, a juego con el logotipo de REM.
El tren tiene una gran ventana frontal que permite a los pasajeros ver desde el frente. Hay disponible un espacio exclusivo para usuarios de sillas de ruedas, y el tren contará con Wi-Fi, aire acondicionado y calefacción por suelo radiante. CDPQ Infra "confía en que los trenes ... podrán soportar ... las condiciones invernales", con trenes que cuentan con doble acristalamiento, pantógrafos que raspan el hielo y acoplamientos automáticos calentados.
En comparación con los trenes Azur que se utilizan en el metro de Montreal, los trenes utilizan ruedas de acero (en lugar de neumáticos de goma), son un 17 % más anchos y más rápidos (con una velocidad máxima de 100 kilómetros por hora en el puente Champlain ) y totalmente automatizado. Sin embargo, los trenes REM son más cortos y pueden transportar menos pasajeros por tren, lo que indica que el REM tiene la capacidad de aumentar la capacidad para satisfacer la demanda.. Los trenes REM también están expuestos a la intemperie, a diferencia del Metro totalmente subterráneo.